# منتخب الجزائر العسكري لكرة القدم
منتخب الجزائر العسكري يلقب بـالأفناك أو ثعالب الصحراء، كما يُلقب المنتخب أيضا بـمحاربو الصحراء أو الخُضْر وفي بعض الأحيان البُيْض كون أن لباسه الرئيسي باللون الأبيض، وهو منتخب تابع وزارة الدفاع الوطني (الجزائر)، تأسس في الاستقلال، أنضم إلى المجلس الدولي للرياضة العسكرية سنة 1995 ثم الاتحاد العربي للرياضة العسكرية.

## تاريخ
نال المنتخب العسكري اللقب الأول في الدورة الخامسة من هذه الألعاب التي جرت بمدينة ريو دي جانيرو بالبرازيل عام 2011 والثاني تواليا في النسخة السادسة من الألعاب العسكرية العالمية التي تحتضنها مدينة مونغيونغ بكوريا الجنوبية، وقد تم تنظيم النسخة الأولى من الألعاب العالمية العسكرية عام 1995 بمدينة روما بإيطاليا.
وهناك بطولة العالم العسكرية في كرة القدم، التي يعود تاريخ تأسيسها لعام 1946، وأفضل نتيجة حققها المنتخب الجزائري العسكري فيها، هي بلوغه النهائي وانهزامه أمام المنتخب المصري بنتيجة هدف لصفر في دورة ألمانيا 2005، بينما يعد المنتخب البريطاني الأكثر تتويجا بـ 8 ألقاب.

## دورة 2011
خطف المنتخب الجزائري العسكري لكرة القدم كأس العالم العسكرية 2011 من المنتخب المصري بعدما تغلب عليه في المباراة النهائية للبطولة التي أقيمت في البرازيل، ولم يستطع المنتخب المصري الفوز بالمباراة التي كان مسيطرا على مجرياتها بدون فاعلية، بينما نجح منتخب الجزائر في التسجيل مبكرا وحافظ على فوزه طوال المباراة، وبمجرد إطلاق الحكم صافرة نهاية المباراة معلنا فوزا الجزائر بها وبالبطولة، وجاء فوز الفريق الجزائري على نظيره المصري في المباراة التي أقيمت على ملعب جواو هافالانج بمدينة ريو دي جانيرو البرازيلية (1-0) أحرزه سيد أحمد عواج في الدقيقة 17.

## دورة 2015
احتفظ المنتخب الجزائري العسكري، بلقب بطل العالم 2015
(ميدالية ذهبية) للمرة الثانية تواليا، عقب فوزه في نهائي كأس العالم العسكرية على منتخب عمان العسكري بهدفين نظيفين (2-0) صبيحة السبت، وذلك في الألعاب العسكرية السادسة للمجلس الدولي للرياضة العسكرية التي تحتضنها كوريا الجنوبية، وجاء أحتفاظ الجزائر بتاج «مونديال العسكر» بفضل هدفي مهاجم اتحاد الجزائر والجندي المتعاقد أسامة درفلو في الدقيقتين 105+1 و112، وذلك بعد أن تم اللجوء إلى الوقت الإضافي، عقب أنتهاء المواجهة في 90 دقيقة بالتعادل السلبي، وأدّى المنتخب العسكري الجزائري، مونديالا مثاليا، من خلال فوزه في جميع المباريات، حيث تغلب في الدور الأول على قطر (2-1) ثم منتخب الولايات المتحدة الإمريكية (5-0) ثم منتخب فرنسا (1-0) وفي الدور نصف النهائي أقصى منتخب البلد المنظم كوريا الجنوبية بنتيجة (3-2)، وشاركت الرياضة العسكرية الجزائرية في الدورة السادسة من الألعاب العالمية العسكرية بمدينة مونغيونغ في ست رياضات، هي كرة القدم والملاكمة والجيدو وألعاب القوى والمصارعة المشتركة والتايكواندو.

## الأنجازات
كأس العالم العسكري :
- البطل (2): 2011 و 2015
- الوصيف (2): 1969 و 2005.
- المركز الثالث ():

كأس أفريقيا العسكرية
- البطل(1):

## وصلات خارجية
- موقع المجلس الدولي للرياضة العسكرية
- وزارة الدفاع الوطني الجزائرية